# Campana medievale di Fiano Romano

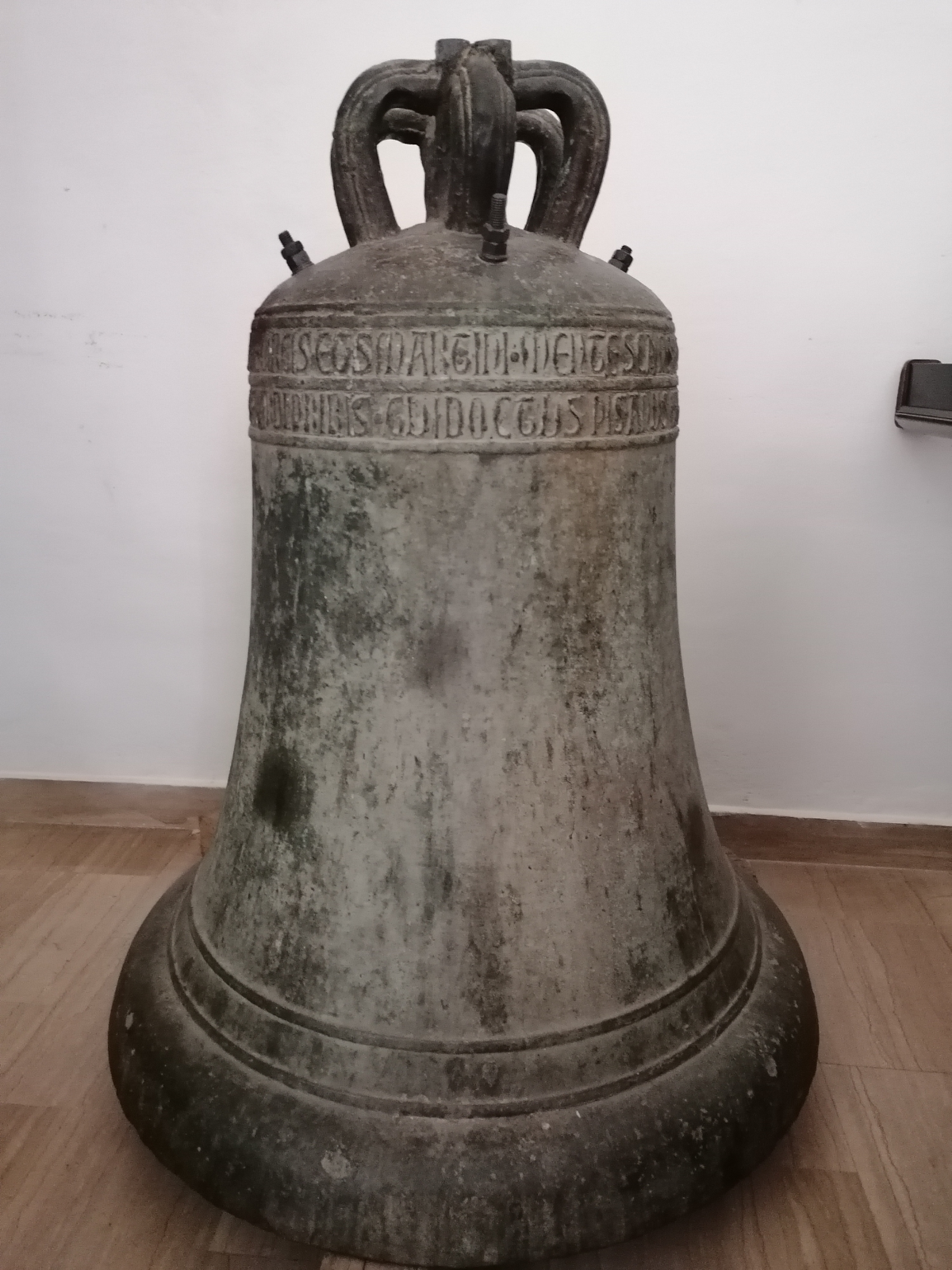
La Campana Medievale di Fiano Romano del 1278 conservata nella Chiesa di Santo Stefano Nuovo

La Campana Medievale di Fiano Romano è una campana bronzea realizzata nel 1278 da Guidotto da Pisa e conservata nella Chiesa di Santo Stefano Nuovo a Fiano Romano.

## Storia
Nella navata laterale della Chiesa di Santo Stefano Nuovo di Fiano Romano è conservata una campana medievale, realizzata nel 1278 per la Chiesa di San Biagio, chiesa non più esistente e di cui non si conosce oggi l'esatta ubicazione.
La campana fu realizzata, come riporta l'iscrizione incisa, dal Maestro Guidotto da Pisa, un abile e famoso fonditore di campane del XIII secolo. 
Guidotto infatti fu poi chiamato a realizzare, tra l'altro:
- nel 1280 circa la Campana della Rota della Basilica di San Pietro in Vaticano a Roma, campana tutt'oggi in uso accanto al Campanone ed è la più antica delle 6 campane presenti nella Basilica romana[3].
- nel 1289 una delle campane della Basilica di Santa Maria Maggiore a Roma, anch'essa ancora al suo posto[4].

## Descrizione
La campana, di bronzo, si presenta liscia senza ornati, con una linea agile diversa da quella tozza e tubolare di altre campane della stessa epoca, con un'altezza di 80 centimetri più la corona di 14 centimetri. In prossimità della cuffia la circonferenza è di 128 centimetri e il diametro dell'orlo inferiore è di 77 centimetri, presentando un'evidente svasatura.
L'incisione, su due righe poco sotto la cuffia, è in lettere gotiche maiuscole alte all'incirca 3 centimetri ed ottenute utilizzando matrici accostate, tecnica simile a quella usata per la stampa tipografica. Ogni riga è aperta da una croce greca con un puntino per quadrante, mentre la seconda riga è chiusa da quattro borchiette disposte a losanga. 
Il testo dell'incisione è: 
Ad honorem D(ei) et beate Marie Virgi(nis) et s(ancti) Martini.
Mente(m) s(an)c(t)am spontaneum
+. horone(m) Deo et patrie liberatione(m).
T(em)p(or)e domin(i) Gerardi pri(o)ris.
Guidoctus Pisanus me fecit.»
In onore di Dio e della Beata Vergine Maria e San Martino.
Anima santa, spontaneo
+. onore di Dio e liberazione della patria.
Al tempo del priore Gerardo.
Mi ha fatto Guidotto Pisano.»
Il significato dell'iscrizione è chiaro, con la dedica iniziale a Dio, la Madonna e San Martino, mentre la parte finale riporta chi ha commissionato l'opera e il fonditore. 
La frase intermedia (Anima santa, spontaneo onore a Dio e liberazione della patria) è invece una formula usualmente utilizzata all'epoca e riporta, in base alla leggenda, la frase incisa su una lastra che un angelo depose nel sepolcro di Sant'Agata vergine e martire catanese. A questa formula veniva attribuito un valore taumaturgico e apotropaico avendo il potere di allontanare calamità, tempeste e pericoli, sia provenienti dagli uomini che dalle forze demoniache e quindi si incideva sulle campane pensando che suonando l'allarme si sarebbe richiesto anche l'aiuto della Santa.